# Arta sistemelor
Arta sistemelor este o formă de expresie artistică influențată de cibernetică și teoria sistemelor, care propune teme de reflecție privind sistemele naturale, sociale și semnelor sociale din lumea artei în sine.
Arta sistemelor a luat naștere ca parte a primului val al mișcării de artă conceptuală desfășurat în decursul anilor 1960 și 1970. Câțiva termeni conecși, cu care arta sistemelor se suprapune uneori, sunt mișcarea anti-formă, arta cibernetică, sisteme generative, arta proceselor, estetica sistemelor, arta sistemică, pictura sistemică sau sculpturile sistemice.

## Domenii conexe ale artei sistemelor

### Mișcarea anti-formă
La începutul anilor 1960, minimalismul s-a conturat ca o mișcare abstractă în artă (cu influențe din abstracția geometrică moștenite de la Malevich, Bauhaus și Mondrian) care respingea ideea de pictură relațională și subiectivă, complexitatea suprafețelor expresioniste abstracte, zeitgeistul emoțional și polemicile prezente în sfera picturii de acțiune. Minimalismul pleda pentru ideea că o simplificare extremă ar putea să cuprindă întreaga reprezentare sublimă necesară în artă. Termenul de artă sistematică a fost inventat de Lawrence Alloway în 1966 pentru a descrie metoda utilizată de artiști precum Kenneth Noland, Al Held și Frank Stella, pentru a crea picturi abstracte.
Asociat cu pictori precum Frank Stella, minimalismul în pictură, în opoziție cu alte domenii, constituie o mișcare modernistă. În funcție de context, minimalismul ar putea fi considerat un precursor al mișcării postmoderne. Din perspectiva unor scriitori care îl clasifică uneori ca o mișcare postmodernă, minimalismul timpuriu a luat naștere și a avut succes ca o mișcare modernistă ce a produs opere avansate, dar care a abandonat parțial acest proiect când câțiva artiști și-au schimbat direcția, orientându-se către mișcarea anti-formă.
La sfârșitul anilor 1960, termenul postminimalism a fost introdus de Robert Pincus-Witten  pentru a descrie arta influențată de minimalistm, dar care avea conținut și nuanțe contextuale pe care minimalismul le respingea. Acest termen a fost folosit pentru a caracteriza lucrările artistice ale unor figuri precum Eva Hesse, Keith Sonnier, Richard Serra și noi creații ale unor artiști minimalisti anteriori, cum ar fi Robert Smithson, Robert Morris, Bruce Nauman, Sol LeWitt și Barry Le Va și alții. În același timp, minimaliști consacrați precum Donald Judd, Dan Flavin, Carl Andre, Agnes Martin, John McCracken și alții au continuat să creeze picturi   și sculpturi moderniste târzii pe parcursul întregii lor cariere.

### Arta cibernetică
Feedback-ul audio și utilizarea înregistrărilor suprapuse, sintezei sonore și compozițiilor generate de calculator reflectau o conștientizare cibernetică a informațiilor, sistemelor și ciclurilor. Astfel de tehnici au devenit larg răspândite în industria muzicală în decursul anilor 1960. Efectele vizuale ale feedback-ului electronic au devenit un subiect de cercetare artistică în ultima parte a anilor 1960, odată cu introducerea echipamentelor video pe piața de consum. Steina și Woody Vasulka, de exemplu, au folosit „o varietate de semnale audio și video și combinații ale acestora pentru a genera feedback electronic în respectivele lor medii corespunzătoare”. 
Prin lucrări conexe create de Edward Ihnatowicz, Wen-Ying Tsai și ciberneticianul Gordon Pask, alături de cinetica animistă a lui Robert Breer și Jean Tinguely, anii 1960 au dat naștere unei ramuri de artă cibernetică preocupată în mare măsură de circuitele partajate între lumea reală și cea tehnologică. O linie de teorie a artei cibernetice s-a conturat  la sfârșitul anilor 1960. Scriitori precum Jonathan Benthall și Gene Youngblood au utilizat principii din domeniul ciberneticii. Contribuitorii de seamă au fost artistul și teoreticianul britanic Roy Ascott, cu eseul său „Behaviourist Art and the Cybernetic Vision” în revista Cybernetica (1966–67) și criticul și teoreticianul american Jack Burnham . În lucrarea Beyond Modern Sculpture din 1968, Burnham dezvoltă o teorie amplă a artei cibernetice care se axează pe dorința artei de a imita și, în cele din urmă, de a reproduce viața. De asemenea, în 1968, curatorul Jasia Reichardt a organizat expoziția de referință, Cybernetic Serendipity, la Institutul de Artă Contemporană din Londra.

### Sisteme generative

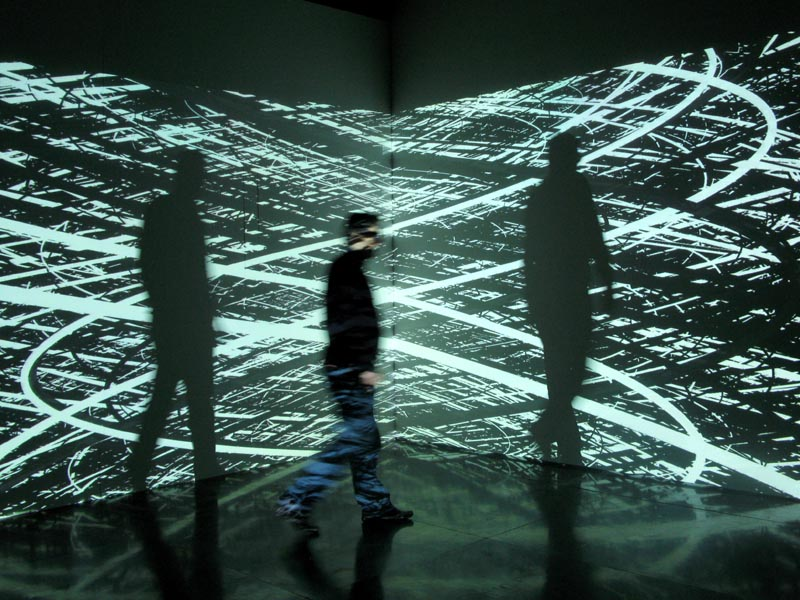
Imagine panoramică a instalației Irrational Geometrics 2008 de Pascal Dombis

Arta generativă este o expresie artistică creată, compusă sau construită printr-un procesalgoritmic utilizând sisteme definite de algoritmi de software de calculator sau procese similare matematice, mecanice sau autonom randomizate . În 1970, Sonia Landy Sheridan a înființat Generative Systems ca program la Școala de Artă a Institutului din Chicago în contextul schimbărilor sociale generate parțial de revoluția comunicațiilor calculator- robot. Această inițiativă, care a adus împreună artiști și oameni de știință, a avut ca scop transformarea rolului pasiv al artistului într-unul activ, încurajând cercetarea sistemelor științifice și tehnologice contemporane și a relației acestora cu arta și viața. Spre deosebire de arta copiatorului, care reprezenta un simplu derivat comercial, Generative Systems s-a implicat direct în dezvoltarea unor sisteme elegante, dar simple, destinate utilizării creative de către publicul larg. Artiștii din cadrul Generative Systems au încercat să reducă decalajul dintre cei experimentați și cei neinițiați, dirijând comunicarea între cele două grupuri, aducând astfel informații de primă generație unui număr mai mare de persoane, evitând intermedierea antreprenorul.

### Arta procesuală

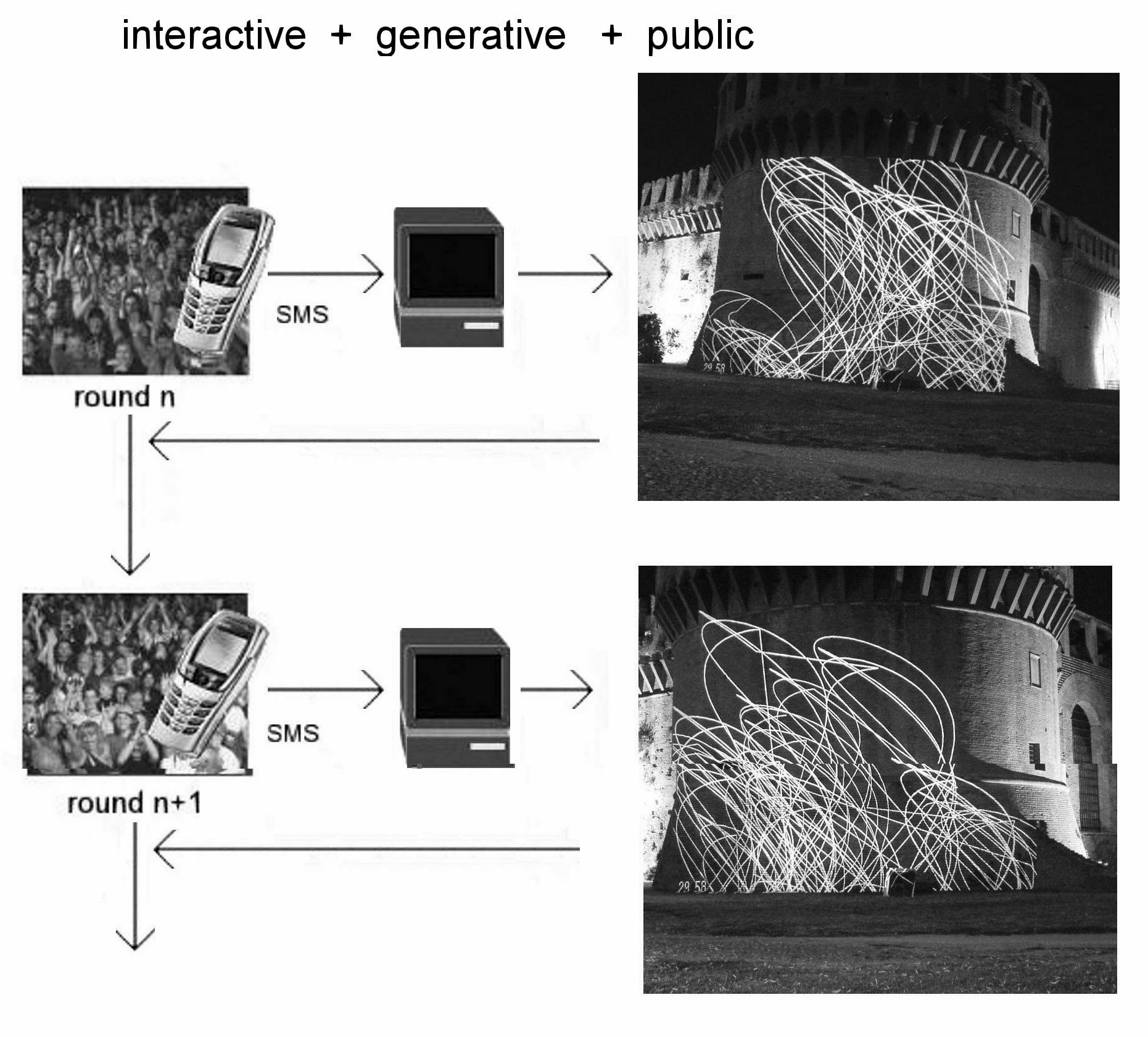
Maurizio Bolognini, seria Collective Intelligence Machines (CIM-uri, din 2000). Acestea sunt instalații generative și interactive care utilizează rețele de telefonie mobilă și tehnologii de participare din domeniul e-democrația.

Arta procesuală este atât o mișcare artistică, cât și o expresie creativă și o perspectivă asupra lumii în care produsul final al artei și meșteșugului, obiectul de artă, nu reprezintă principalul obiectiv. „Procesul” în arta procesuală se referă la modul în care arta ia formă: prin adunarea, sortarea, asamblarea, asocierea și modelarea elementelor. Arta procesuală se concentrează asupra actului efectiv de creație; arta ca ceremonie, ritual și performanță. Arta procesuală implică adesea o motivație, rațiune și intenționalitate intrinsece. Prin urmare, arta este privită ca o călătorie sau un proces creativ, mai degrabă decât ca un produs sau un rezultat final.
În discursul artistic, creația lui Jackson Pollock este recunoscută ca un precursor. Utilizarea  serendipității în arta procesuală prezintă o corespondență semnificativă cu principiile mișcării Dada . Schimbarea și trecerea sunt teme evidente în cadrul mișcării artei procesuale. Muzeul Guggenheim afirmă că în 1968, Robert Morris a organizat o expoziție revoluționară și a scris un eseu definitoriu pentru mișcarea artistică. Site-ul Muzeului precizează că „Artiștii procesuali au fost implicați în probleme legate de corp, evenimente aleatorii, improvizație și proprietățile eliberatoare ale materialelor netradiționale precum ceara, pâsla și latex . Prin utilizarea acestora, au creat forme excentrice dispuse în aranjamente eratice sau neregulate, rezultate din acțiuni precum tăiere, atârnare și lăsare, sau din procese organice precum creștere, condensare, înghețare sau descompunere ".

### Arta sistemică
Conform lui Chilvers (2004), „la începutul anului 1966, criticul de artă britanic Lawrence Alloway a inventat termenul de „artă sistemică”, pentru a descrie un tip de artă abstractă caracterizată prin utilizarea unor forme foarte simple și standardizate, de obicei de natură geometrică, fie într-o singură imagine concentrată, fie repetată într-un sistem aranjat conform unui principiu de organizare clar vizibil. El a considerat picturile lui Kenneth Noland cu marcaje verticale ale drept exemple de artă sistemică și a privit aceasta ca fiind o ramură a artei minimale ”.
John G. Harries a identificat un numitor comun în ideile care stau la baza evoluțiilor din arta secolului al XX-lea, cum ar fi arta serială, arta sistemelor, constructivismul și arta kinetică . Aceste tipuri de artă nu se inspiră adesea direct din observații ale elementelor vizibile din mediul natural extern, ci din analiza formelor reprezentate și a relațiilor dintre acestea. Conform lui Harries, arta sistemelor reprezintă o încercare deliberată a artiștilor de a dezvolta un cadru de referință mai flexibil. Într-un astfel de stil, cadrul de referință este privit ca un model de urmat, în loc să fie considerat un sistem cognitiv care duce doar la instituționalizarea modelului impus. Cu toate acestea, transferul sensului unei imagini în cadrul unei structuri sistemice nu înlătură necesitatea definirii elementelor constitutive ale sistemului: dacă acestea nu sunt clar definite, nu se va cunoaște metoda construirii sistemului.

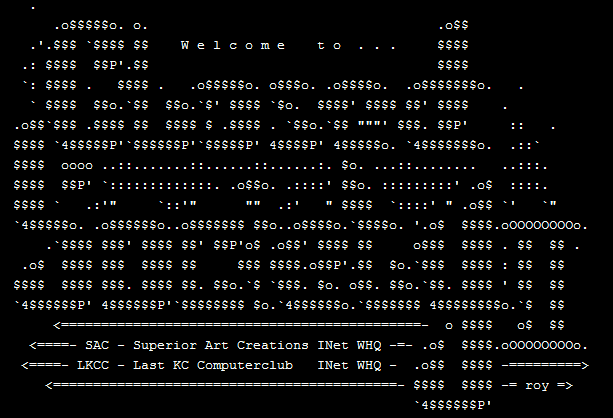
Captură de ecran de artă ASCII Newskool

### Pictura sistemică
Pictura sistemică, conform lui Auping (1989), „a fost titlul unei expoziții extrem de influente la Muzeul Guggenheim în 1966, organizată și cu o introducere scrisă de Lawrence Alloway în calitate de curator. Expoziția a inclus numeroase lucrări pe care mulți critici de astăzi le-ar considera parte a artei minimale ”. În catalog, Alloway a remarcat că... "picturile, precum cele din această expoziție, nu sunt, așa cum s-a susținut adesea, impersonale. Aspectul personal nu este eliminat prin utilizarea unei tehnici îngrijite: anonimatul nu rezultă din finisarea detaliată a unui tablou". Termenul „pictură sistemică” a devenit ulterior denumirea pentru artiștii care adoptă sisteme pentru a lua mai multe decizii estetice înainte de a începe să picteze.

### Sculptura sistemelor
Conform lui Feldman (1987), „ arta serială, pictura serială, sculptura sistemică și arta ABC, au fost stiluri de artă ale anilor 1960 și 1970 în care configurațiile geometrice simple sunt repetate cu variații mici sau deloc. Secvențele devin importante, așa cum se întâmplă în contextul matematicii și al limbajului. . Aceste lucrări se bazează pe aranjamente simple ale volumelor și spațiilor libere de bază, suprafețe produse mecanic și permutări algebrice ale formei. Cu toate acestea, Impactul asupra privitorului este departe de a fi simplu".